# Пісняр-лісовик рудоголовий
Пісняр-лісовик рудоголовий (Setophaga palmarum) — дрібний комахоїдний птах з роду Setophaga родини піснярових (Parulidae).

## Систематика і вигляд
У складі виду виділяються дві форми, диференційовані також географічно — західна, темніша, з виразно коричневою «шапочкою» у самців; і східна, жовтіша знизу, загалом світліша, самці з блідішою рудою «шапочкою».  

## Поширення
Пісняр-лісовик рудощокий у гніздовий період поширений на півночі Північної Америки головно у центральній і східній Канаді, за винятком крайньої півночі — у Манітобі, Саскачевані, Онтаріо та Квебеку. На зимівлю мігрує до південно-східних штатів, включно з Флоридою, на Юкатан у Мексиці і до східних узбереж країн Центральної Америки та на Кариби. На відміну від інших піснярів, частина популяцій мігрує на тихоокеанське узбережжя США північніше від Каліфорнії. Гніздиться переважно невисоко від землі в болотистих лісах, низьких чагарниках, а на зимівлі полює поблизу пальмових гаїв.